# Adama pseudonigrus
Adama pseudonigrus är en insektsart som beskrevs av Evans 1955. Adama pseudonigrus ingår i släktet Adama och familjen dvärgstritar. Inga underarter finns listade i Catalogue of Life.